# Neosynaptops cupreosplendens
Neosynaptops cupreosplendens is een keversoort uit de familie bladrolkevers (Attelabidae). De wetenschappelijke naam van de soort werd in 1886 gepubliceerd door Macleay.